# Пеперомия сморщенная
Пеперо́мия смо́рщенная (лат. Peperomia caperata) — вид растений рода Пеперомия (Peperomia) семейства Перечные (Piperaceae), произрастающий в юго-восточной части Бразилии.

## Название

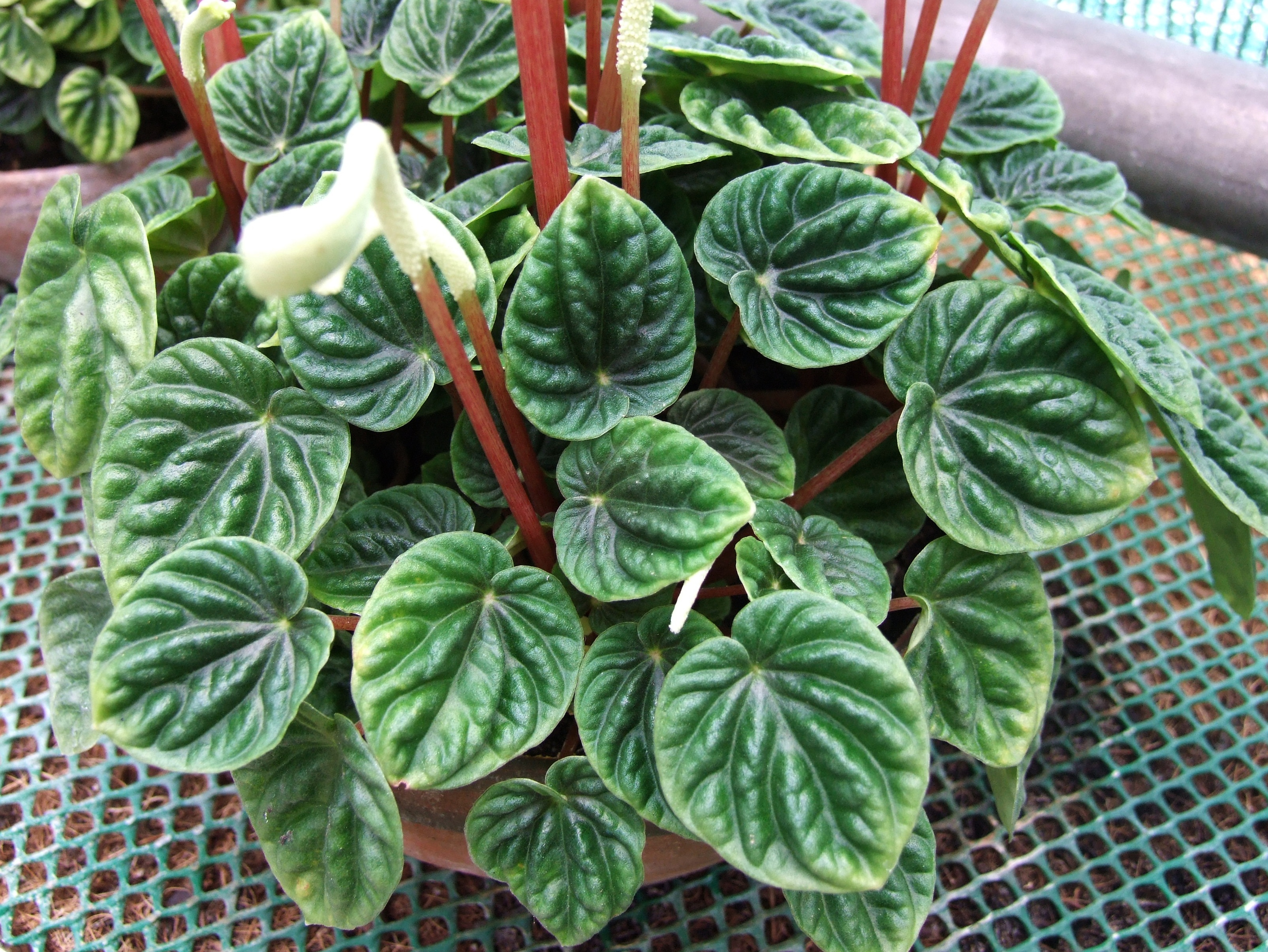
Морщинистые листья

Название рода происходит от греческих слов peperi, что означает перец, и homoios, что означает «напоминающий». Растения этого рода напоминают черный перец (Piper nigrum) и тесно связаны с ним.
Видовой эпитет происходит от латинского слова caperatus, что означает «морщинистый», в связи с текстурой листа.

## Описание
Пеперомия сморщенная является эпифитом. Это плотное тропическое многолетнее растение, обычно достигающее высоты около 20 см и такой же ширины. У нее есть розетки длинных стеблей с морщинистыми, глубоко гофрированными, сердцевидными, темно-зелеными листьями размером до 3,80 см. Листья обладают глубокими прожилками и гофрированной поверхностью. Прожилки имеют темно-зеленый цвет, приближающийся к черному. В летнее и раннее осеннее время на тонких красноватых цветоносах, возвышающихся над листвой, распускаются крошечные беловато-зеленые цветки, собранные в колосках длиной 5-7,5 см. Цветки не яркие, но они массово появляются, придавая растению значительный декоративный вид.

## Таксономия
Peperomia caperata Yunck., первое упоминание в Kew Bull. 12: 421 (1957 publ. 1958).

### Синонимы
Гетеротипные (основанные на разных номенклатурных типах):
- Peperomia argentea Sallier (1883)

## Выращивание

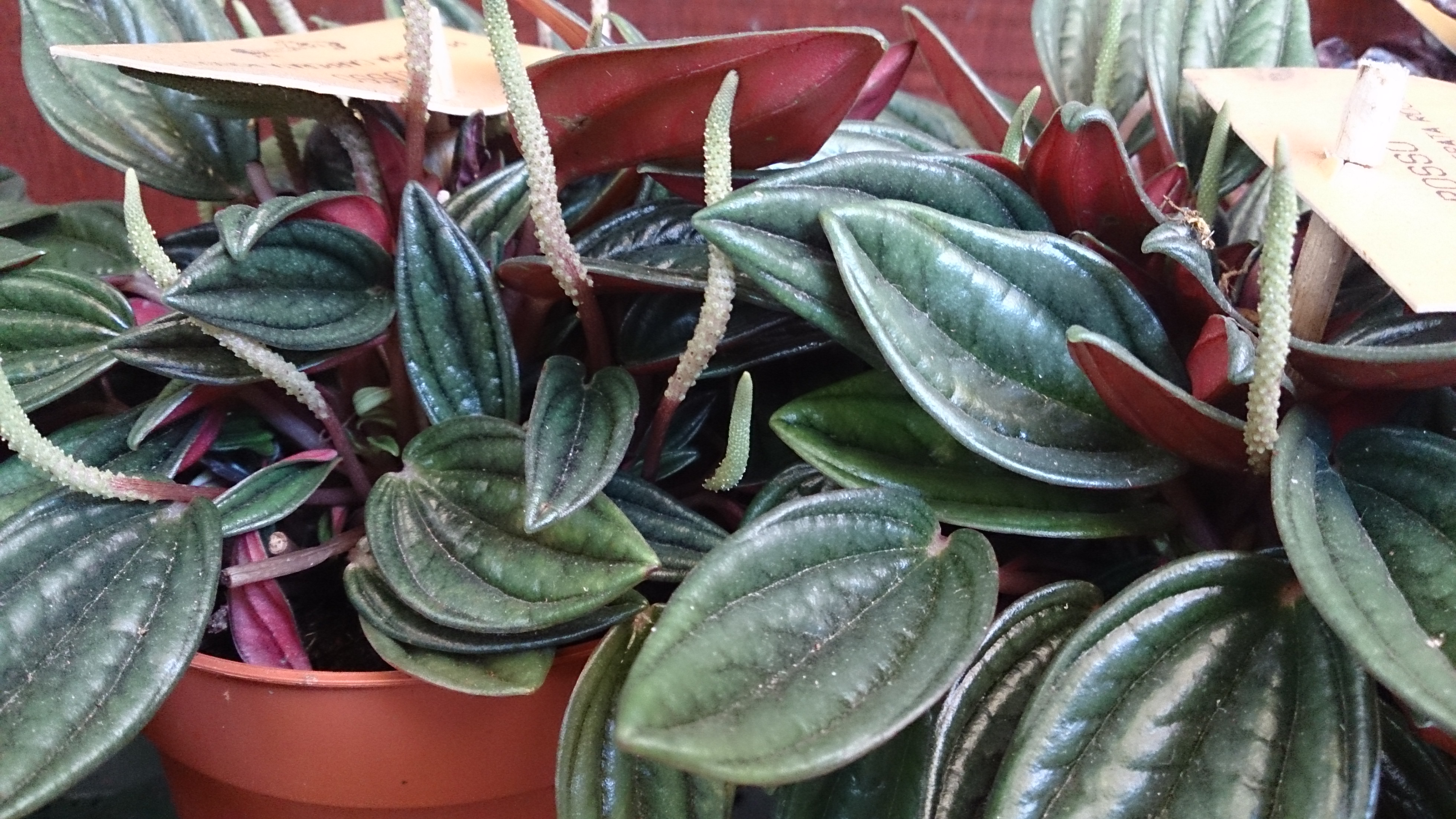
Сорт 'Rosso'

Зимостойкость пеперомии сморщенной по классификации Минсельхоза США — 11-12 USDA: от 40 °F (4.4 °C) до 60 °F (15.6 °C). Это многолетнее растение, произрастающее преимущественно во влажном тропическом биоме.
Рекомендуется избегать прямого полуденного солнца. Лучшее место для размещения в помещении — северное или восточное окно. Растение также может развиваться при использовании люминесцентного освещения.
Во время вегетационного периода (с весны до осени) растение следует поливать умеренно, но регулярно. Необходимо дать верхнему слою почвы почти полностью высохнуть перед следующим поливом. Рекомендуется удобрять растение один раз в месяц. В осенний период следует сократить полив и прекратить подкормку на всю зиму. В летний период пеперомия сморщенная предпочитает высокую влажность, поэтому следует рассмотреть возможность размещения растения на мокрую гальку в помещении с высокой влажностью. Регулярное опрыскивание листвы растения также рекомендуется. При необходимости следует обрезать листву, чтобы сохранить желаемую форму растения.
Минимальная рекомендуемая зимняя температура для пеперомии сморщенной составляет 60 °F (15.6 °C). Весной размножение может быть выполнено через стеблевые или листовые черенки.

## Применение
Пеперомия сморщенная является популярным неприхотливым комнатным растением, оно хорошо растёт в светлых, защищённых от прямого солнечного освещения местах.  В качестве почвопокровного растения в  ландшафтном садоводстве может использоваться в условиях отсутствия зимних холодов.